# GEM モデル 2500 エアカー
GEM モデル 2500 エアカー（英語: GEM Model 2500 Air-Car）は、アメリカのカーチス・ライト社が設計および製造したエアカー（空飛ぶクルマ）である。GEMは、グラウンド・エフェクト・マシン（英語: Ground Effects Machine）の略で、現在ではホバークラフトとして知られている。

## 概要
第二次世界大戦の終結後、アメリカ軍は将来の戦場で有利に立ち回ることが出来る新しいハードウェアの開発に多額の投資を行った。陸軍輸送研究司令部が評価したコンセプトの1つは、1960年に開発されたGEM モデル 2500 エアカーであった。
それは、17年後の1977年にルーク・スカイウォーカーが乗るランドスピーダーの様な車輪なしのスタイリッシュな走りを彷彿とさせるものだった。

## 設計と開発
アメリカ軍は水陸両用車の改良に強い関心を持っていた。ブロック状のボディは、ツインヘッドライト、方向指示器、フェンダー、バンパーなど、当時の自動車スタイルに似せていた。キャビンには、ダッシュボード、ステアリング・ホイール、コンバーチブルトップ等が装備されている。ボートのようなハンドスロットルと組み合わせたホイールは、ボディの各コーナーにある可変ルーバーの4つのバンクを制御し、ファンの空気を吸い上げて前進への推進力、ステアリング、ブレーキに使用した。エアカーは、陸上でも水上でも最高時速38マイル（約61キロ）のスピードが可能であった。
1960年、陸軍輸送研究司令部は工学的評価のために2台のエアカーを購入し、数か月にわたるテストを行ったが、実戦使用には不十分であると判断した。平地で遮るものがない地形と水辺では問題なく機能したが、地形にわずかな岩や突起物、または丘陵になったときに問題が発生した。軍事契約が成立しなかったため、カーチス・ライトは民間使用のために設計を変更することでプロジェクトの継続を図った。「Bee」と呼ばれる、より小型でスタイリッシュなコンセプトが作成されたが、設計と計画はうまくいかず、エアカーは生産に到達する前にキャンセルされた。
バージニア州フォート・ユースティスにあるアメリカ陸軍輸送博物館に、エアカーの1台が展示されている。 